# Sciara protogaea
Cecidomyia protogaea
Espèce
Synonymes
- †Cecidomyia protogaea Heer, 1856

Sciara protogaea est une espèce fossile d'insectes diptères de la famille des Sciaridae.

## Classification
L'espèce Cecidomyia protogaea est décrite en 1856 par l'entomologiste suisse Oswald Heer (1809-1883),.

### Une collection de l'Oligocène supérieur des Bouches-du-Rhône
L'holotype est un échantillon de la collection Murchison de l'Institut géologique de Lyon provenant du gypse d'Aix-en-Provence. Celui-ci a deux cotypes 9 et A33b de l'institut géologique de Marseille et de provenance respective Camoins-les-Bains et Aix-en-Provence. Ces trois échantillons sont de l'étage Oligocène supérieur ou Chattien, d'il y a 28 à 23,03 Ma,.

### Étymologie
L'épithète spécifique latine protogaea est probablement un hommage au scientifique allemand universel Gottfried Wilhelm Leibniz (1646-1716) et à son œuvre la "Protogaea (en) - De l'aspect primitif de la Terre".

### Renommage
En 1937, dans sa thèse, Nicolas Théobald renomme cette espèce Sciara protogaea,.

### Nomen dubium?
Selon Paleobiology Database en 2023, Raymond J. Gagné (d) et Mathias Jaschhof (d) ont déclaré en 2014 Cecidomyia protogaea comme nomen dubium, probablement par perte de l'holotype (« lost »), sans lui affecter de taxon…

## Description

### Caractères
Diagnose de Nicolas Théobald en 1937, : 

« O. Heer a décrit et figuré sous le nom de Cecidomyia protogaea un Diptère qui nous semble appartenir au g. Sciara. Les antennes sont filiformes, alors que dans les Cécidomyiidés, elles sont en chapelet et ont des poils apparents. Dans les ailes, la nervure Rs est tendue vers l'avant et se termine au sommet de l'aile comme c'est le cas dans le g. Sciara.
Dans l'échantillon que nous figurons (A33b), on voit bien les ailes avec les nervures C, R et Rs qui sont fortes, alors que les autres sont très effacées. Les pattes sont couvertes de poils fins. On ne voit pas de piquants à l'extrémité des tibias ; ce fait s'observe chez les Cecidomyiidae ; mais comme il s'agit d'un caractère négatif pouvant être dû à la fossilisation il ne doit pas entrainer l'attribution du fossile aux Cécidomyiidés. Car par ailleurs les antennes sont aussi dépourvues de poils. ».

### Dimensions
La longueur totale est de 2,75 mm ; les ailes atteignent l'extrémité de l'abdomen.

### Affinités
« O. Heer lui-même ne l'attribuait qu'avec doutes aux Cécidomyiidés. ».

## Biologie
« Ce genre est actuellement répandu dans le monde entier.
Les larves des Sciara se développent dans les végétaux en décomposition, quelques-unes dans les bouses de vache. ».

## Galerie
- Espèces sœurs vivantes du genre Sciara.
- Sciara.analis.
- Sciara hemerobioides.
- Sciara hemerobioides - aile.
- Sciara humeralis.
- Sciara militaris.

### Publication originale
- [1856] (de) Oswald Heer, « Ueber die fossilen Insekten von Aix in der Provence », Vierteljahrsschrift der Naturforschenden Gesellschaft in Zürich, vol. 1,‎ 1856, p. 1-40 (ISSN 0042-5672). .